# Wiesenau (Brück)
Wiesenau ist ein Wohnplatz der Stadt Brück im Landkreis Potsdam-Mittelmark in Brandenburg.

## Geografische Lage
Der Wohnplatz liegt im äußersten Südwesten der Gemarkung von Brück und grenzt im Norden, Westen und Süden an die Stadt Bad Belzig. Die Wohnbebauung konzentriert sich auf wenige Gebäude, die nördlich der Bahnstrecke Berlin–Dessau liegen, die in diesem Bereich annähernd in West-Ost-Richtung verläuft. Die Dorfstelle des mittelalterlichen Dorfes konnte bislang nicht ermittelt werden. Als sicher gilt jedoch, dass es keinen Zusammenhang mit dem Flurnamen Wendemark gibt.
Die umliegenden Flächen von Wiesenau sind vorzugsweise bewaldet; im östlichen Bereich werden sie landwirtschaftlich genutzt. Das Gelände liegt auf einer Höhe von ca. 58,4 m ü. NHN. Der Wohnplatz ist über die Straße der Freundschaft mit dem Brücker Ortsteil Baitz verbunden.

## Geschichte
Wiesenau wurde erstmals urkundlich im Jahr 1383 als zcu Visenow erwähnt und gehörte zu dieser Zeit zum Leibgedinge der von Oppen. Sie erhielten außerdem noch Hebungen von einem Winhof zu Wiesenau. Die Schreibweise des Ortes änderte sich im Jahr 1388 zu ffissenow. Im Dorf waren 1426/1427 insgesamt 15 Steuerpflichtige gemeldet – somit war der Ort wohl noch bewohnt, fiel aber anschließend wüst: Im Jahr 1496 war das Dorf nicht mehr im Türkensteuerregister gelistet.
Im Jahr 1506 erschien in Baitz ein Einwohner, der die wüste Gerichtsbarkeit in Wiesnau hielt. Weiterhin zinsten elf Einwohner aus Baitz von wüsten Hufen aus Wiesenau. Die Ober- und Untergerichtsbarkeit lag von vor 1591 bis 1872 beim Amt Belzig-Rabenstein. Die Bezeichnung des Dorfes lautete im Jahr 1591 Viesen und erst 1906 Wiesenau. Im Jahr 1550 besaß erneut ein Einwohner aus Baitz die wüste Gerichtsbarkeit mit einer Lehnhufe. Ein Einwohner besaß vier wüste Hufen, drei Einwohner je zwei wüste Hufen. Fünf weitere Einwohner aus Baitz konnten auf je eine wüste Hufe zurückgreifen. Im Jahr 1565 wurden von Baitz aus genutzt: 15 wüste Hufen, ein Wort, ein Hufstück, vier Stücke Land, ein Garten und eine Wiese. Der Pfarrer aus Belzig erhielt im Jahr 1591 den Zehnten von der wüsten Feldmark Wiesenau.
In den Jahren 1682 und 1822 wurden 13 wüste Hufen von Baitz aus genutzt. Vor 1906 wurde ein Abbau auf der wüsten Feldmark errichtet. Es gehörte 1925 zur Gemeinde Baitz; dort lebten im genannten Jahr sieben Personen.